# Kaligawe (Karangdadap)
Kaligawe is een bestuurslaag in het regentschap Pekalongan van de provincie Midden-Java, Indonesië. Kaligawe telt 1125 inwoners (volkstelling 2010).